# Quyền LGBT ở Trinidad và Tobago
Quyền đồng tính nữ, đồng tính nam, song tính và chuyển giới ở Trinidad và Tobago phải đối mặt với những thách thức pháp lý mà những người không phải LGBT không gặp phải. Các hộ gia đình do các cặp đồng giới đứng đầu không đủ điều kiện nhận các quyền và lợi ích giống như các cặp vợ chồng khác giới.
Vào tháng 4 năm 2018, Tòa án tối cao Trinidad và Tobago tuyên bố luật buggery của quốc gia là vi hiến, vì nó vi phạm quyền của công dân LGBT và các hành vi tình dục đồng thuận giữa người lớn. Luật pháp quy định rằng những người bị kết tội ăn cắp sẽ bị kết án 25 năm tù, trong khi các hành vi tình dục khác (như quan hệ tình dục bằng miệng) có bản án 5 năm. Năm 2016, Thủ tướng Keith Rowley nói rằng "Nhà nước có nghĩa vụ bảo vệ tất cả công dân, bất kể họ ngủ với ai."

## Bảng tóm tắt
| Hoạt động tình dục đồng giới hợp pháp                                                                                       | (Từ năm 2018)                                                                                 |
| Độ tuổi đồng ý | (Từ năm 2018)                                                                                 |
| Luật chống phân biệt đối xử trong việc làm                                                                                  | No                                                                                            |
| Luật chống phân biệt đối xử trong việc cung cấp hàng hóa và dịch vụ                                                         | No                                                                                            |
| Luật chống phân biệt đối xử trong tất cả các lĩnh vực khác (bao gồm phân biệt đối xử gián tiếp, ngôn từ kích động thù địch) | No                                                                                            |
| Hôn nhân đồng giới | No                                                                                            |
| Công nhận các cặp đồng giới                                                                                                 | No                                                                                            |
| Con nuôi của các cặp vợ chồng đồng giới                                                                                     | No                                                                                            |
| Con nuôi chung của các cặp đồng giới                                                                                        | No                                                                                            |
| Người LGBT được phép phục vụ công khai trong quân đội                                                                       | No                                                                                            |
| Quyền thay đổi giới tính hợp pháp                                                                                           | No                                                                                            |
| Truy cập IVF cho đồng tính nữ                                                                                               | [ 2 ]                                                                                         |
| Mang thai hộ thương mại cho các cặp đồng tính nam                                                                           | / (Một số phòng khám cung cấp các thỏa thuận mang thai hộ nhân đạo cho các cặp đồng tính nam) |
| NQHN được phép hiến máu | No                                                                                            |